# Bennhausen
Bennhausen település Németországban, Rajna-vidék-Pfalz tartományban. Lakosainak száma 151 fő (2023. december 31.).

## Népesség
A település népességének változása:
| Lakosok száma | 115  | 165  | 163  | 157  | 160  | 151  |
|               | 1975 | 2017 | 2019 | 2021 | 2022 | 2023 |